# Satara (Stadt)
Satara (Marathi: सातारा Sātārā) ist eine Großstadt mit ca. 140.000 Einwohnern im Westen des indischen Bundesstaats Maharashtra. Satara ist der Verwaltungssitz des gleichnamigen Distrikts und war im 17. und 18. Jahrhundert zeitweise die Hauptstadt des Marathenreiches.

## Lage und Klima
Satara liegt am Oberlauf des Krishna-River in einer Höhe von ca. 745 m auf dem Dekkan-Plateau etwa 110 km (Fahrtstrecke) südlich der Millionenstadt Pune; die Metropolregion von Mumbai ist ca. 250 km in nordwestlicher Richtung entfernt. Das Klima ist meist trocken und warm; Regen (ca. 750–1200 mm/Jahr) fällt hauptsächlich in der sommerlichen Monsunzeit.

## Bevölkerung
| Jahr      | 1991   | 2001    | 2011    |
| Einwohner | 95.180 | 108.048 | 120.195 |

Ca. 80 % der Einwohner sind Hindus, etwa 13,7 % sind Moslems und ca. 4,5 % sind Buddhisten; der Rest verteilt sich auf andere Religionen (Sikhs, Jains, Christen). Der Anteil der männlichen und der weiblichen Bevölkerung sind annähernd gleich hoch.

## Wirtschaft
Die Landwirtschaft im Umland der Stadt bildet die Grundlage für die Ernährung der Bevölkerung. Neben Getreide und Gemüse werden auch Zuckerrohr, Kurkuma und Ingwer angebaut. In der Stadt selbst haben sich Händler, Handwerker, Dienstleister und Tagelöhner aller Art angesiedelt.

## Geschichte
Die Gegend um Satara war schon in vedischer Zeit besiedelt. Um die Zeitenwende dominierten die Satavahana, im 6. und 7. Jahrhundert die Chalukya von Badami und vom 8. bis 10. Jahrhundert die Rashtrakuta; weitere Klein- und Mittelmächte folgten bis im späten 17. Jahrhundert zuerst die Marathen und dann das Mogulreich unter Aurangzeb ihre Machtansprüche in der Region geltend machten. In den Jahren 1699–1700 war hier der Schauplatz der Schlacht um Satara. Nach dem Tod Aurangzebs (1707) übernahmen erneut die Marathen unter ihrem Anführer (chhatrapati) Shahu I. († 1749) und seiner Tante Tara Bai († 1761) – trotz innenpolitischer Streitereien – das Ruder und erkoren Satara zeitweise zur Hauptstadt des Marathenreiches. Nach dem Dritten Marathenkrieg übernahmen im Jahr 1818 die Briten die Macht.

## Sehenswürdigkeiten

Adalat Rajwada

- Die Außenmauern des etwa 200 m höher gelegenen Ajinkyatara-Forts überragen die Stadt.
- Das Adalat Rajwada war ein Palast der Marathen.

Umgebung
- Beim Dorf Limb (ca. 15 km nördlich der Stadt) befindet sich der ca. 35 m tiefe Stufenbrunnen Baramotichi Vihir (1641–1646).
- Auf einer Bergkuppe ca. 17 km westlich der Stadt erhebt sich das Sajjangad-Fort.
- Das ca. 25 km westlich der Stadt in einer Höhe von ca. 1200 m gelegene Kaas-Plateau wurde im Jahr 2012 von der UNESCO wegen seiner biologischen Vielfalt als Welterbe eingestuft.
- In der Nähe befindet sich der Thoseghar-Wasserfall.

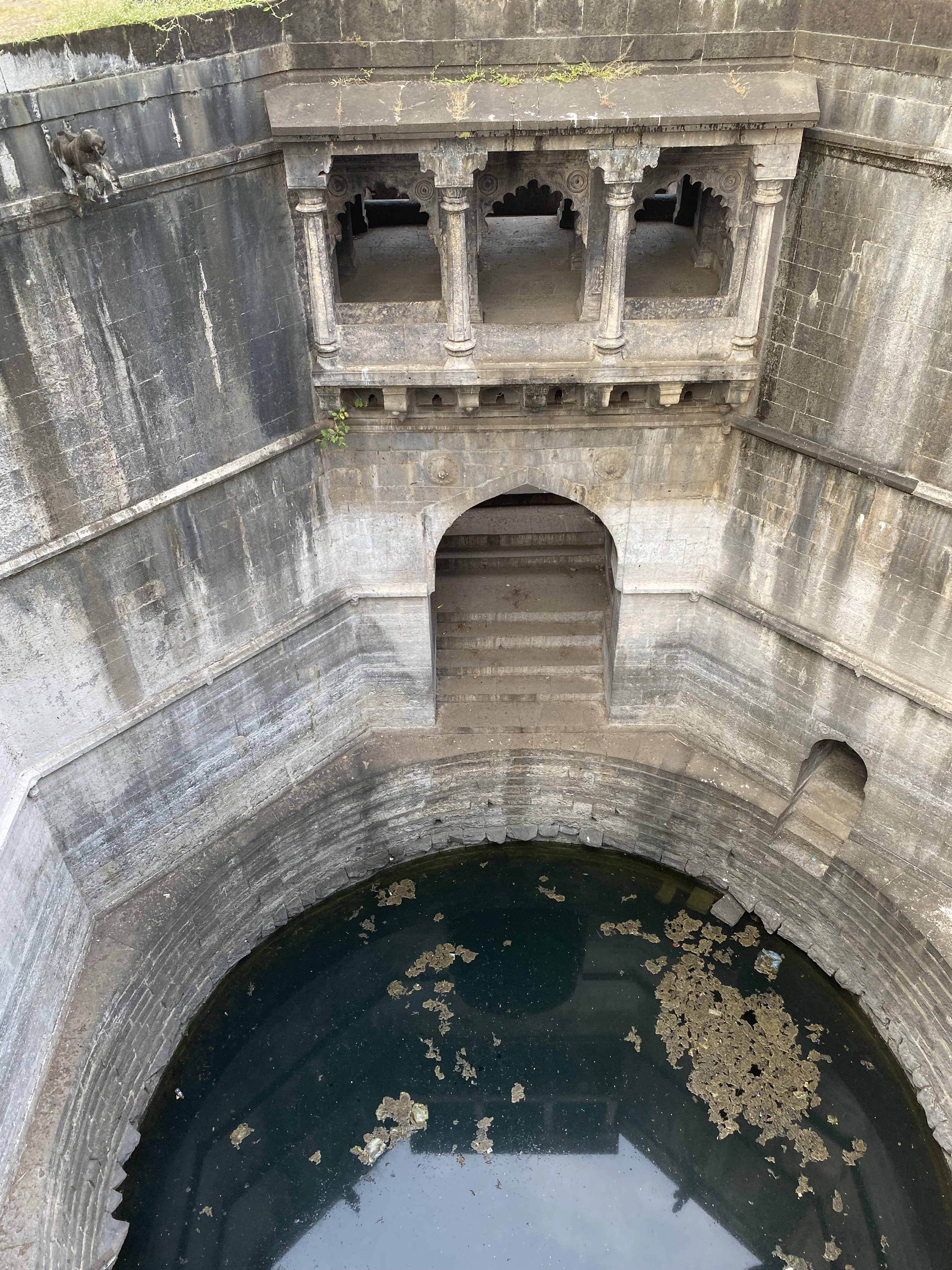
Baramotichi Vihir
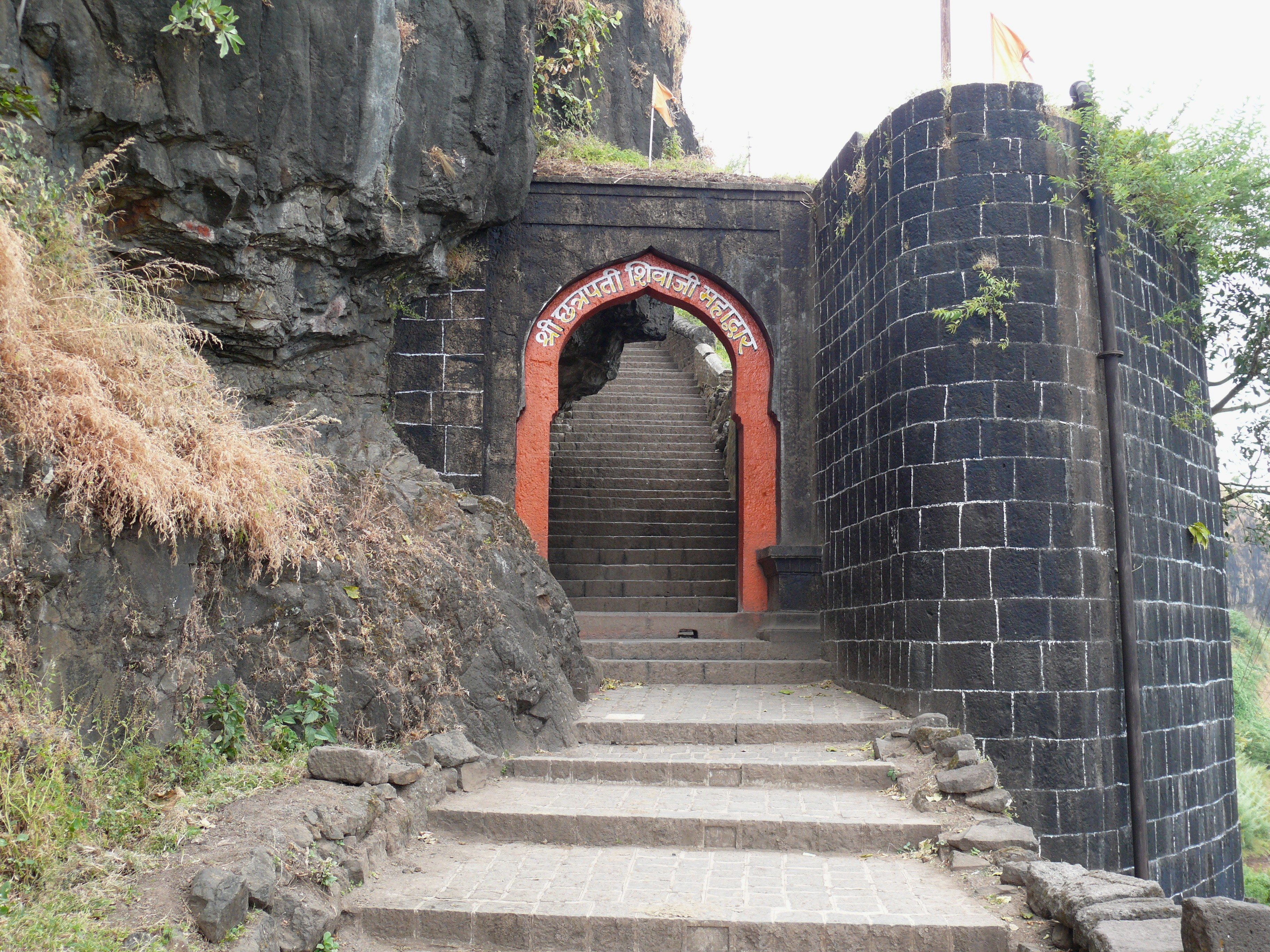
Tor zum Sajjangad-Fort
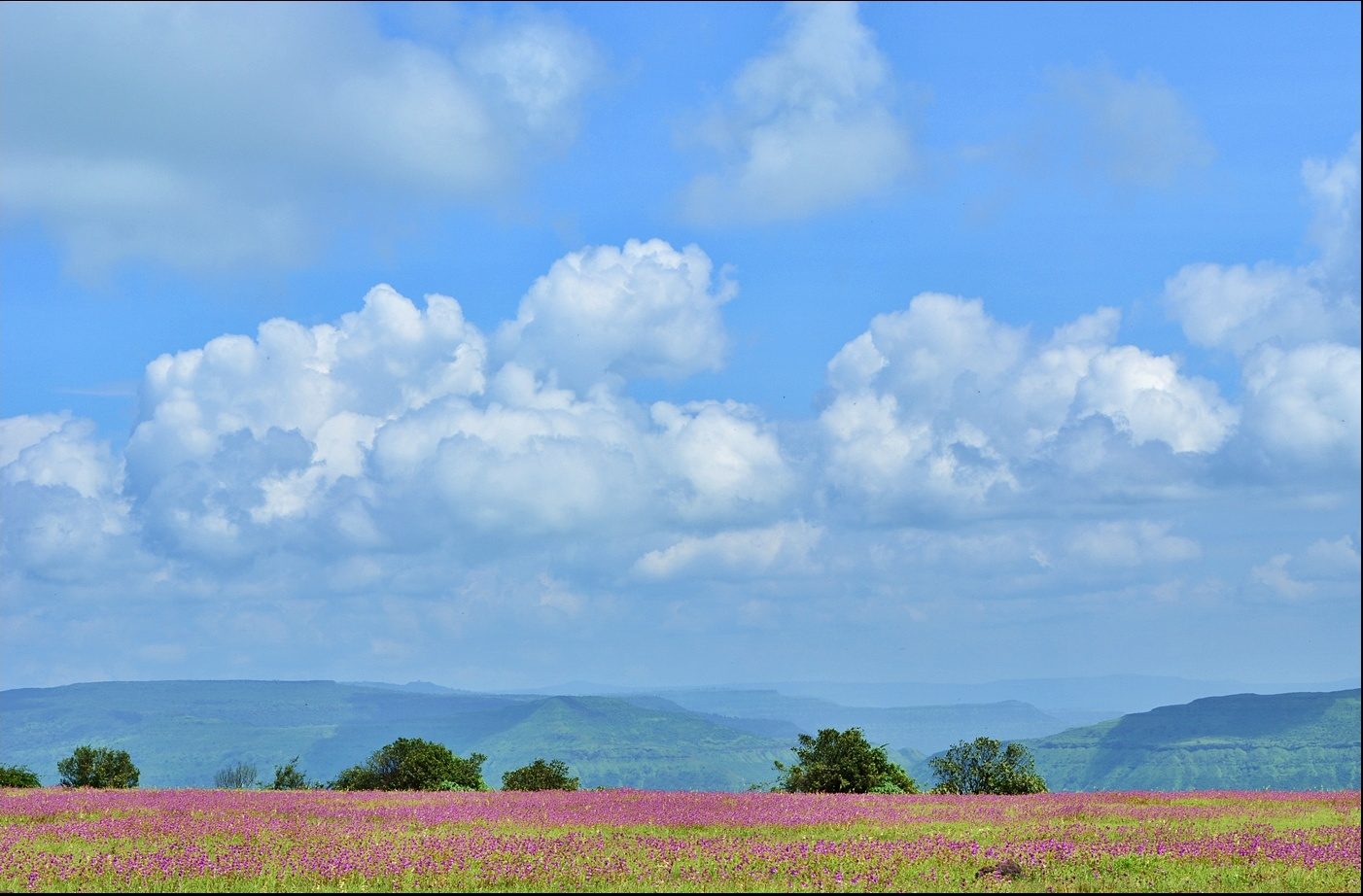
Kaas-Plateau
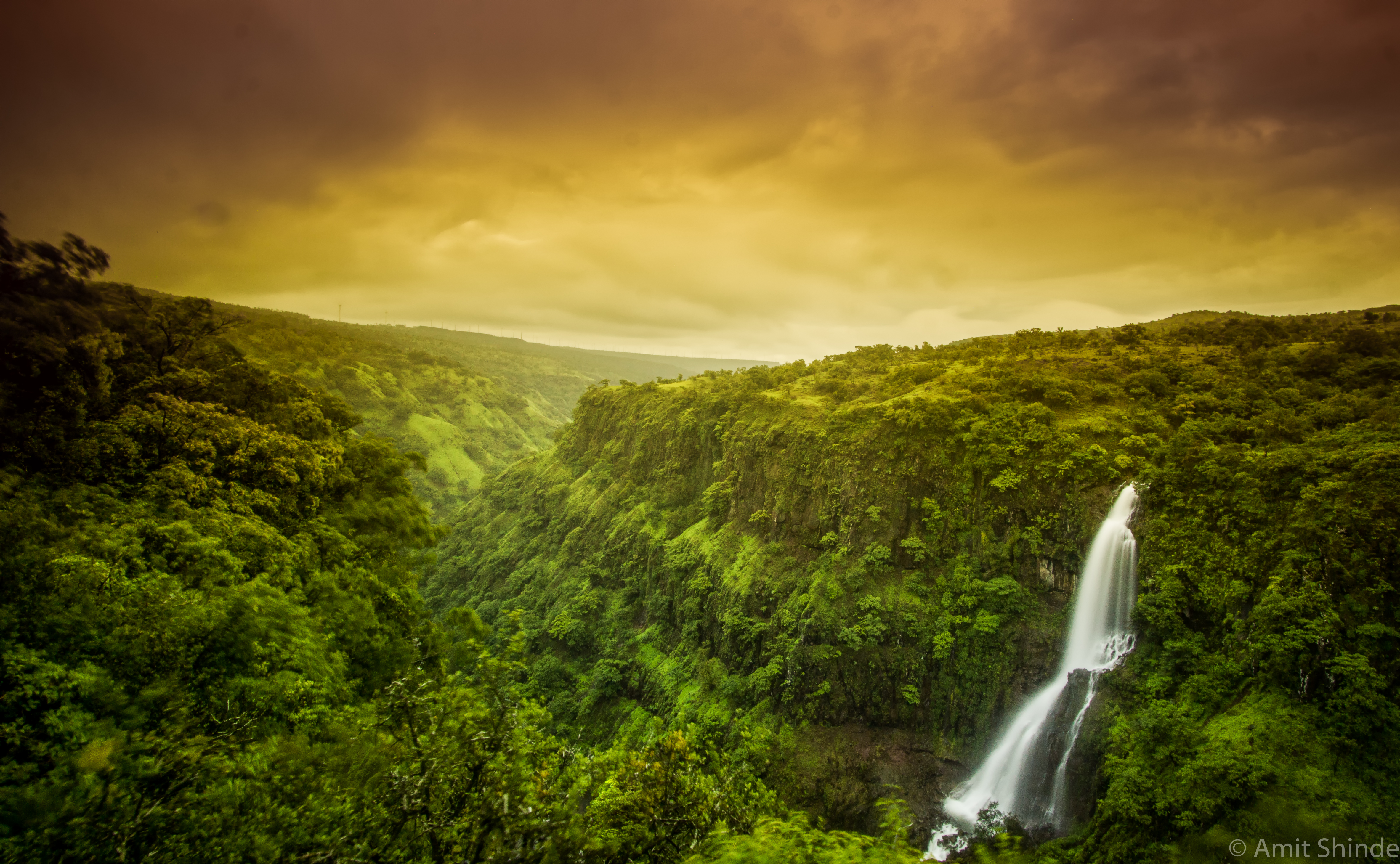
Thoseghar-Wasserfall

## Söhne und Töchter der Stadt
- Surekha Yadav (* 1965), Indiens erste Lokomotivführerin
- Manas Dhamne (* 2007), Tennisspieler